# Swiss Indoors Basel 2012
Lo Swiss Indoors Basel 2012 è stato un torneo di tennis che si è giocato su campi in cemento al coperto. È stata la 43ª edizione dell'evento conosciuto come Swiss indoors Open o Swiss Indoors, appartenente alla categoria ATP World Tour 500 series nell'ambito dell'ATP World Tour 2012. Gli incontri si sono giocati a Basilea, in Svizzera, dal 20 al 28 ottobre 2012.

## Partecipanti

### Teste di serie
| Nazionalità | Giocatore             | Ranking* | Testa di serie |
| ----------- | --------------------- | -------- | -------------- |
| Svizzera    | Roger Federer         | 1        | 1              |
| Argentina   | Juan Martín del Potro | 8        | 2              |
| Francia     | Richard Gasquet       | 13       | 3              |
| Svizzera    | Stan Wawrinka         | 17       | 4              |
| Italia      | Andreas Seppi         | 25       | 5              |
| Russia      | Michail Južnyj        | 27       | 6              |
| Germania    | Florian Mayer         | 28       | 7              |
| Serbia      | Viktor Troicki        | 29       | 8              |

* Ranking al 15 ottobre 2012.

### Altri partecipanti
I seguenti giocatori hanno ricevuto una wild card per il tabellone principale:
- Marco Chiudinelli
- Paul-Henri Mathieu
- Henri Laaksonen

I seguenti giocatori sono passati dalle qualificazioni:

- Radek Štěpánek
- Andrej Kuznecov
- Łukasz Kubot
- Benjamin Becker

## Campioni

### Singolare
Juan Martín del Potro ha sconfitto in finale  Roger Federer per 6-4, 6(5)–7, 7–6(3).
- È il tredicesimo titolo in carriera, il quarto dell'anno.

### Doppio
Daniel Nestor /  Nenad Zimonjić hanno sconfitto in finale  Treat Conrad Huey /  Dominic Inglot per 7-5, 6(4)–7, [10-5].